# Communauté de communes du Bassin de Gannat
Die Communauté de communes du Bassin de Gannat ist ein ehemaliger französischer Gemeindeverband mit Rechtsform einer Communauté de communes im Département Allier, dessen Verwaltungssitz sich in dem Ort Gannat befand. Sein Gebiet erstreckte sich in der nördlichen Limagne etwa 20 km westlich von Vichy, am Südrand des Départements. Der Ende 1999 gegründete Gemeindeverband bestand aus 16 Gemeinden auf einer Fläche von 209,5 km2.

## Aufgaben
Zu den vorgeschriebenen Kompetenzen gehörten die Entwicklung und Förderung wirtschaftlicher Aktivitäten und des Tourismus sowie die Raumplanung auf Basis eines Schéma de Cohérence Territoriale. Der Gemeindeverband bestimmte die Wohnungsbaupolitik. Er betrieb die Müllabfuhr und ‑entsorgung und die Straßenmeisterei.

## Historische Entwicklung
Mit Wirkung vom 1. Januar 2017 fusionierte der Gemeindeverband mit der Communauté de communes en Pays Saint-Pourcinois und der Communauté de communes Sioule, Colettes et Bouble und bildete so die Nachfolgeorganisation Communauté de communes Saint-Pourçain Sioule Limagne.

## Ehemalige Mitgliedsgemeinden
Folgende 16 Gemeinden gehörten der Communauté de communes du Bassin de Gannat an:
| Gemeinde                  | Einwohner 1. Januar 2022 | Fläche km² | Dichte Einw./km² | Code INSEE | Postleitzahl |
| ------------------------- | ------------------------ | ---------- | ---------------- | ---------- | ------------ |
| Bègues                    | 229                      | 8,30       | 28               | 03021      | 03800        |
| Biozat                    | 923                      | 16,46      | 56               | 03030      | 03800        |
| Broût-Vernet              | 1.209                    | 31,71      | 38               | 03043      | 03110        |
| Charmes                   | 374                      | 8,19       | 46               | 03061      | 03800        |
| Escurolles                | 797                      | 13,27      | 60               | 03109      | 03110        |
| Gannat                    | 5.684                    | 36,85      | 154              | 03118      | 03800        |
| Jenzat                    | 521                      | 11,64      | 45               | 03133      | 03800        |
| Le Mayet-d’École          | 305                      | 6,76       | 45               | 03164      | 03800        |
| Mazerier                  | 320                      | 7,23       | 44               | 03166      | 03800        |
| Monteignet-sur-l’Andelot  | 267                      | 9,38       | 28               | 03182      | 03800        |
| Poëzat                    | 152                      | 2,12       | 72               | 03209      | 03800        |
| Saint-Bonnet-de-Rochefort | 714                      | 16,36      | 44               | 03220      | 03800        |
| Saint-Germain-de-Salles   | 426                      | 11,59      | 37               | 03237      | 03140        |
| Saint-Pont                | 692                      | 12,31      | 56               | 03252      | 03110        |
| Saint-Priest-d’Andelot    | 146                      | 8,17       | 18               | 03255      | 03800        |
| Saulzet                   | 392                      | 9,21       | 43               | 03268      | 03800        |